# Ayelet Zurer
Ayelet July Zurer (en hébreu איילת זורר), née le 28 juin 1969 à Tel Aviv, est une actrice israélienne.

## Biographie
Ayelet Zurer est née le 28 juin 1969 et a grandit à Tel Aviv. Ses parents viennent de Tchécoslovaquie.
Après son service militaire, elle s'installe à Los Angeles. Elle retourne en Israël en 1991.

## Carrière
En 1992, elle joue dans la série télévisée Inyan Shel Zman (en) et participe à l'émission de télévision par câble Yetziat Hirum.
En 1997, elle joue le rôle de Shira Steinberg sur la chaîne israélienne 2.
En 2000, elle participe à la série Zinzana et, en 2002, à la série Shalva et Ha'Block.
Par la suite, la comédienne se fait vraiment remarquer au cinéma dans différents films de premier plan, parmi lesquels Munich de Steven Spielberg en 2005, Angles d'attaque en 2008, Anges & Démons de Ron Howard en 2009 et Man of Steel en 2013, et participe également à de nombreuses séries télévisées, parmi lesquelles Shtisel (2013-2021).

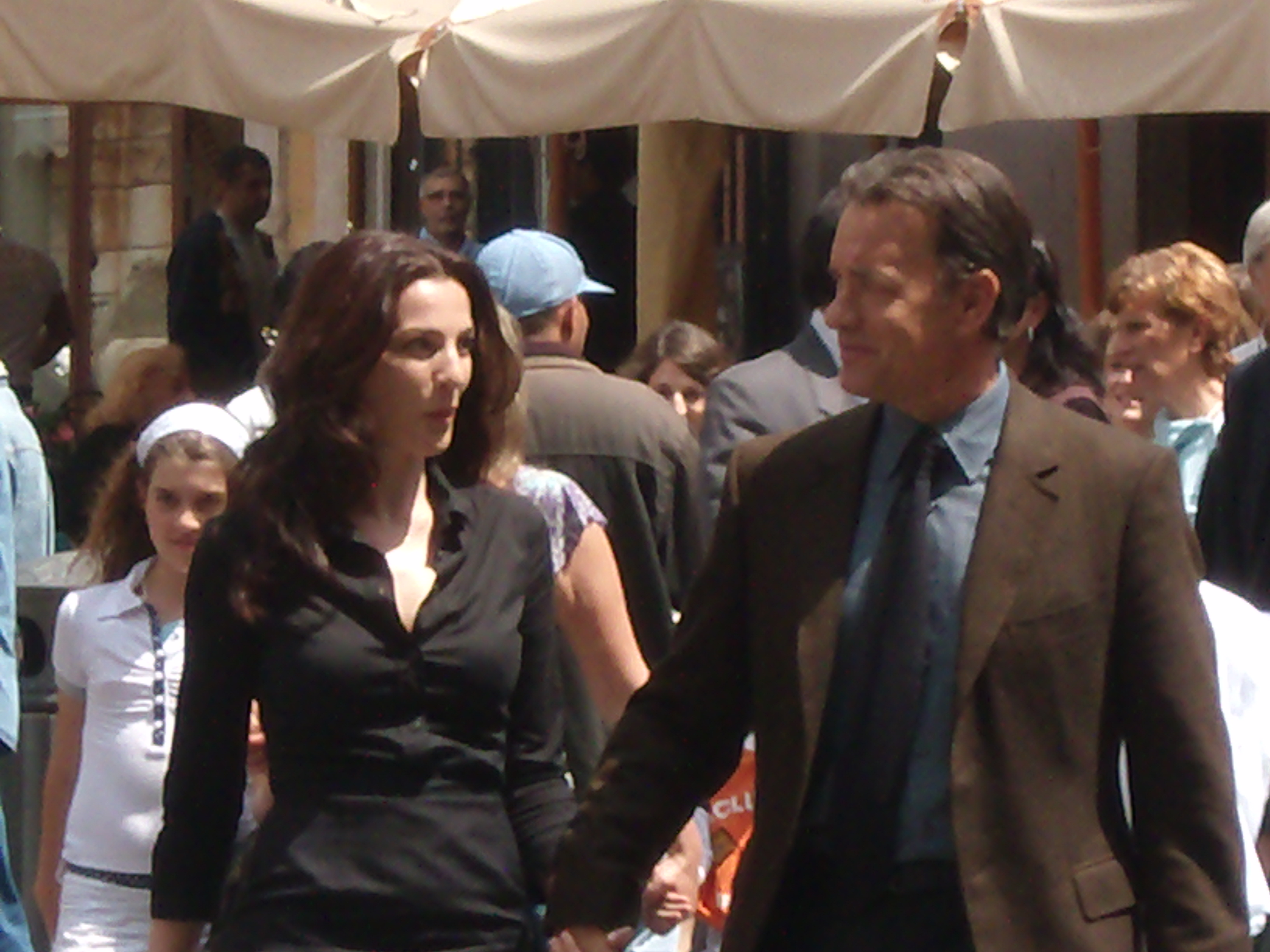
Ayelet Zurer et Tom Hanks à l'extérieur du Panthéon à Rome, dans Anges et Démons (2009).

## Filmographie

### Cinéma

#### Longs métrages
- 1991 : Pour Sacha d'Alexandre Arcady : Shoshana
- 1993 : Nikmato Shel Itzik Finkelstein (en) d'Enrique Rottenberg : Debbie
- 1998 : Ha Dybbuk B'sde Hatapuchim Hakdoshim de Yossi Sumer : Lea
- 2001 : Kikar Ha-Halomot de Benny Toraty : Gila
- 2003 : Ha-Asonot Shel Nina de Savi Gabizon : Nina
- 2003 : Ish HaHashmal d'Eli Cohen : Becki
- 2004 : Mashehu Matok de Dan Turgeman : Tamar
- 2005 : Munich de Steven Spielberg : Daphna
- 2007 : Fugitive Pieces de Jeremy Podeswa : Michaela
- 2007 : Wild Dogs d'Arnon Zadok : Telma
- 2008 : Angles d'attaque de Pete Travis : Veronica
- 2008 : Adam Resurrected de Paul Schrader : Gina Grey
- 2009 : Une idée de génie de Jeff Balsmeyer : Gina
- 2009 : Anges et Démons de Ron Howard : Vittoria Vetra
- 2011 : A Year in Mooring (en) de Chris Eyre : la serveuse
- 2012 : Freeway et nous de Lawrence Kasdan : Carmen
- 2013 : Man of Steel de Zack Snyder : Lara Lor-Van
- 2015 : L'Honneur des guerriers (ou Last Knights) de Kazuaki Kiriya : Naomi
- 2015 : Les Derniers Jours dans le désert de Rodrigo García : la mère

- 2016 : Ben-Hur de Timur Bekmambetov : Naomi Ben-Hur
- 2017 : Milada (en) David Mrnka : Milada Horáková
- 2019 : Shepherd: The Story of a Jewish Dog de Lynn Roth : Shoshana

### Télévision

#### Séries télévisées
- 1992 - 1993 : Inyan Shel Zman (en) : Noga Caspi (27 épisodes)
- 1997 - 2000 : Florentine (en) : Shira Shteinberg (39 épisodes)

- 1999 : Zinzana : Hanita Rozen (1 épisode)
- 2004 : Shalva : une patiente (1 épisode)
- 2005 : BeTipul : Na'ama Lerner (9 épisodes)
- 2005 : Hadar Milhama : Yael Siegler (9 épisodes)
- 2012 : Halo 4 : Aube de l'espérance (mini-série) : colonel Mehaffey (5 épisodes)
- 2012 : Awake : Alina Ananyev (1 épisode)
- 2013 : Hostages : Dr Yael Danon (10 épisodes)
- 2013 : Les Shtisel : Une famille à Jérusalem : Elisheva (12 épisodes)
- 2013 : Touch : Rosemary Mathis (1 épisode)
- 2014 : Rake : Fiona Rinaldi (1 épisode)
- 2015 - 2018 : Daredevil : Vanessa Marianna (11 épisodes)
- 2017 : Taken : Leah Wilker (1 épisode)
- 2017 : Transparent : Ronit (1 épisode)
- 2019 - 2022 : Legacies : Seylah Chelon (2 épisodes)
- 2020 : Losing Alice (mini-série) : Alice (8 épisodes)
- 2021 : You : Dr Chandra (2 épisodes)
- 2022 : Moonhaven : Maite Voss (6 épisodes)
- 2022 : New York, crime organisé : Tia Leonetti (2 épisodes)
- 2024 : The Best Worst Thing : Amalia Levy (8 épisodes)
- 2025 : Daredevil: Born Again : Vanessa Marianna Fisk (8 épisodes)
- 2025 : La Maison de David : Reine Achinoam (8 épisodes)

#### Téléfilm
- 2004 : Maktub d'Avi Mussel : Michal

## Voix francophones
| - Ethel Houbiers dans : - Angles d'attaque - Freeway et nous - Touch (série télévisée) - Rake (série télévisée) - Juliette Degenne dans : - Ben-Hur - Taken (série télévisée) - La Maison de David (série télévisée) - Marie Zidi dans : - L'Honneur des guerriers - Moonhaven (série télévisée) | - Françoise Cadol dans (les séries télévisées) : - Daredevil - Daredevil: Born Again Et aussi - Neta Landau dans Munich - Laura Devoti dans Anges et Démons - Hélène Bizot dans Man of Steel - Myriem Akheddiou dans Hostages (série télévisée) - Julie Dumas dans Losing Alice (mini-série) - Marjorie Frantz dans You (série télévisée) |